# Anička z I.A
Anička z I.A je kniha pro děti, kterou napsal Jan Ryska jako pokračování Aničky a jejích přátel. Poprvé vyšla v roce 1962 ve Státním nakladatelství dětské knihy a ilustrovala ji Helena Rokytová. Vypráví o děvčátku začínající povinnou školní docházku. Druhé vydání (přepracované) vyšlo roku 1968 a třetí v roce 1974.
Na její námět vznikl film Anička jde do školy, režírovaný Milanem Vošmikem.

## Překlady do cizích jazyků
- do maďarštiny: Anička az 1.A-ból, Madách, Bratislava 1983
- do ruštiny: Анечка из первого «А» (Anečka iz pervogo A), Detskaja literatura, Moskva 1983